# Villespassans
Villespassans (okzitanisch: Vilespassens) ist eine französische Gemeinde mit 186 Einwohnern (Stand: 1. Januar 2022) im Département Hérault in der Region Okzitanien. Sie gehört zum Arrondissement Béziers und zum Kanton Saint-Pons-de-Thomières. Die Einwohner werden Villespassanais genannt.

## Geographie
Die Gemeinde Villespassans liegt an der Grenze zum Département Aude, etwa 24 Kilometer westnordwestlich von Béziers in den südöstlichsten Ausläufern der Montagne Noire. Hier entspringt der Lirou. Umgeben wird Villespassans von den Nachbargemeinden Assignan im Norden, Saint-Chinian im Norden und Nordosten, Cébazan im Osten, Cruzy im Süden sowie Bize-Minervois im Südwesten und Westen.

## Bevölkerungsentwicklung
| Jahr                       | 1962 | 1968 | 1975 | 1982 | 1990 | 1999 | 2011 | 2020 |
| Einwohner                  | 180  | 156  | 136  | 132  | 124  | 126  | 150  | 178  |
| Quellen: Cassini und INSEE |      |      |      |      |      |      |      |      |

## Sehenswürdigkeiten
- Dolmen

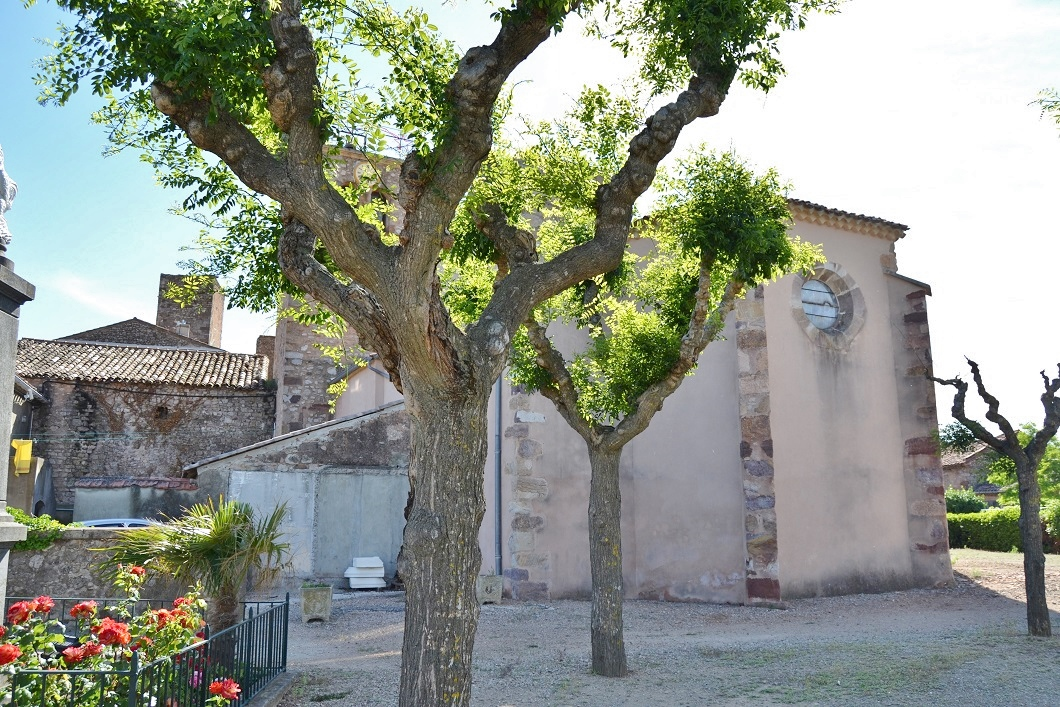
Kirche Notre-Dame-de-l'Assomption
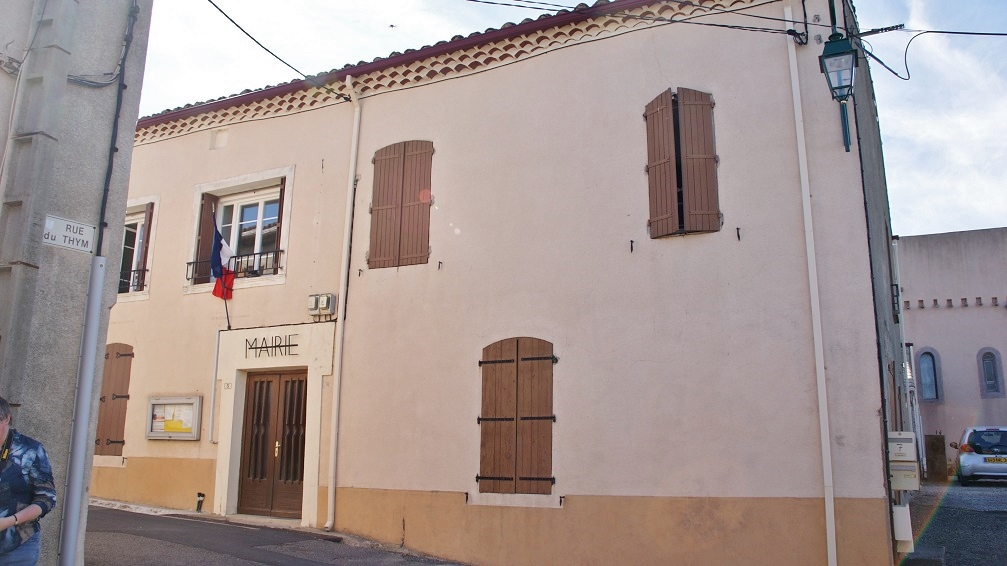
Rathaus (mairie)
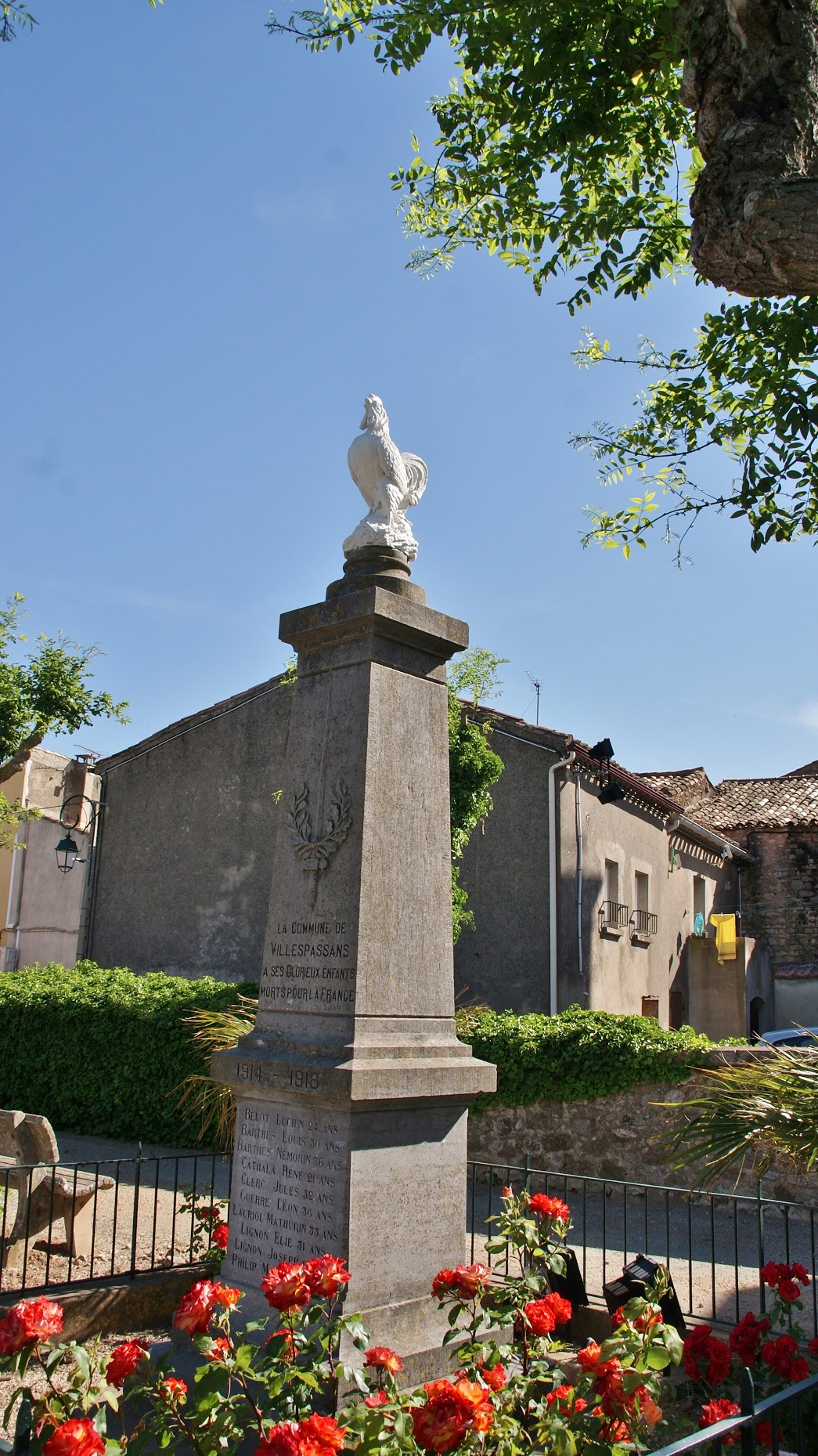
Gefallenendenkmal

- Kirche Notre-Dame-de-l'Assomption
- Rathaus (mairie)
- Gefallenendenkmal